# 2242 Balaton
2242 Balaton este un asteroid din centura principală, descoperit pe 13 octombrie 1936 de György Kulin.